# Marc Elder
Marc Elder (Marcel Tendron) (n. 31 octombrie 1884, Nantes, Franța – d. 16 august 1933, Saint-Fiacre-sur-Maine, Pays de la Loire, Franța) a fost un scriitor francez care a câștigat Premiul Goncourt în 1913 pentru romanul Le Peuple de la mer. 

## Biografie
Provenea dintr-o familie de burghezi din Nantes și se cunosc puține lucruri din tinerețea sa, cu excepția faptului că a fost orfan foarte devreme. În copilărie, și-a petrecut vacanțele în La Bernerie-en-Retz, o stațiune pe litoral foarte populară printre locuitorii din Nantes și a ieșit deseori în larg cu pescarii din golful Bourgneuf. Această experiență a inspirat ulterior intriga romanului său Le Peuple de la mer.
Și-a început studiile alături de frații iezuiți în Vannes, apoi a intrat în „Petit Lycée de Nantes” (Liceul Jules-Verne din 1890 până în 1892, înainte de a continua la „Grand Lycée” (Liceul Georges-Clemenceau) în retorică și filozofie între 1901 și 1904.
Critic și istoric de artă, cavaler al Legiunii de Onoare, Marcel Tendron a fost curator al castelului Ducilor de Bretania din Nantes din 1924 până în 1932.
În 1913 a primit premiul Goncourt pentru romanul Le Peuple de la mer, care urmărește viața pescarilor din Noirmoutier. În acel an au fost de asemenea alese Le Grand Meaulnes de Alain-Fournier, și Barnabooth de Valery Larbaud. Au fost necesare unsprezece tururi de scrutin pentru a alege câștigătorul, un record pentru Premiul Goncourt.
De asemenea, a fost primul președinte al Societății Prietenilor Muzeului de Arte Frumoase din Nantes din 1920 până în 1933.
Sănătatea sa fragilă din cauza tuberculozei pulmonare l-a determinat să fie reformat din armată în 1914 și a făcut sejururi frecvente și lungi la proprietatea bunicilor săi materni de la „manoir de la Vieille Cure” din Saint-Fiacre-sur-Maine, unde a murit în 1933.
La 26 ianuarie 1911 s-a căsătorit cu Germaine Marthe Malaval la primăria arondismentului 16 din Paris.

## Opera
- Le Peuple de la mer, G. Oudin, 1914
- Deux essais: Octave Mirbeau, Romain Rolland, G. Crès, 1914
- La vie apostolique de Vincent Vingeame, Calmann-Lévy, 1917
- Le sang des dieux, A. Michel, 1921
- À Giverny, chez Claude Monet, Bernheim-Jeune, 1924
- Gabriel-Belot, peintre imagier, A. Delpeuch, 1927
- Pays de Retz, Emile-Paul, 1928
- Les Dames Pirouette,' J. Ferenczi & fils, 1929
- Croisières J. Ferenczi & Fils, 1931
- La belle Eugénie: roman, Ferenczi et fils, 1931
- Jacques et Jean: bois originaux en couleurs de Robert Antral, Ferenczi et Fils, 1931
- La Bourrine - Le Beau livre N°4, 1932
- Jacques Cassard: corsaire de Nantes, J. Ferenczi, 1933
- Marc Elder, ou, Un rêve écartelé, Roger Douillard ed., Cid éditions, 1987